# Eddie Guerrero
Eduardo Gory "Eddie" Guerrero (9 d'octubre de 1967 - 13 de novembre de 2005), va ser un lluitador professional mexicà i estatunidenc, que va treballar a l'empresa World Wrestling Entertainment (WWE) des del 1987 al 2005. El van trobar mort el 13 de novembre del 2005 a l'habitació del seu hotel situat a Minneapolis, Minnesota. L'autòpsia va revelar que Eddie va morir a causa d'un atac i que ja patia problemes cardíacs. Poc després de coneixe's la seva mort, la WWE va decidir ingressar-lo en el WWE Hall of Fame (saló de la fama).